# Hemipénis

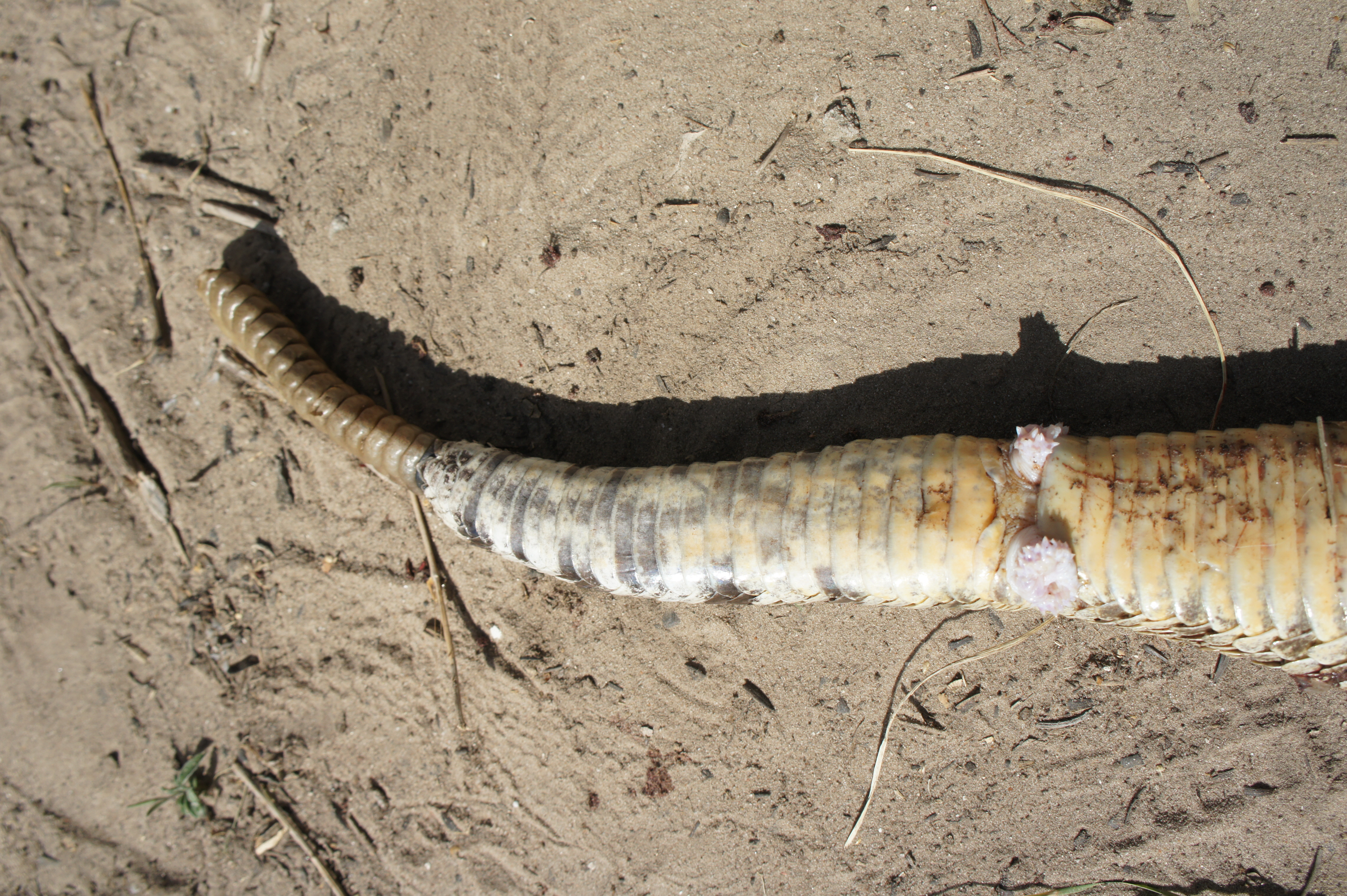
Hemipênis de uma cascavel da espécie Crotalus atrox

Um hemipênis é um par de órgãos copulatórios de escamados machos (cobras, lagartos e anfisbena).
Os hemipénis estão usualmente invertidos, dentro do corpo, e são expostos para a reprodução por meio de tecido eréctil como o pénis humano. Apenas um é usado de cada vez, e há algumas evidências que os machos alternam o seu uso entre copulações. O hemipênis em si tem uma variedade de formas, dependendo da espécie. Por vezes o hemipênis comporta espinhos ou ganchos, para ancorar o macho dentro da fêmea. Algumas espécies têm até hemipénis biforcados (cada hemipênis tem duas pontas). Por estarem invertidos e terem de se reverter, os hemipênis não têm um canal completamente fechado para a condução do esperma, mas antes uma fenda seminal que fecha quando o tecido eréctil expande.